# 岡田光
岡田 光（おかだ ひかる、1986年10月14日 - ）は、日本の俳優、モデル。
神奈川県横浜市出身。レプロエンタテインメント所属。身長186cm。血液型A型。特技はサッカー。

## 出演

### テレビドラマ
- 花ざかりの君たちへ〜イケメン♂パラダイス〜（2007年7月 - 9月、フジテレビ） - 高井田睦 役

### 映画
- 携帯彼氏（2009年） - 山下勇二 役

### CM
- 花王 8×4
- 味の素 CookDo

### 舞台
- 「学園ヘヴン」ミュージカル 〜ベルリバティ★プリンス〜（2008年） - 七条臣 役
- ミュージカル「緋色の欠片 〜運命の守護者〜」（2008年 - 2009年） - 大蛇卓役
- タクミくんシリーズ「そして春風にささやいて」（2009年） - 松本（先生）役
- 美童浪漫大活劇 「八犬伝」（2010年） - 犬田小文吾悌順 役
- FREE(S)プロデュース公演「第一章 Dream-dandelion-」（2012年7月、エコー劇場）
- FREE(S)プロデュース公演「第二章 Dream-sunflower-」（2012年7月、エコー劇場）
- FREE(S)プロデュース公演「第三章 Dream-Baby's breath-」（2012年7月、エコー劇場）

### PV
- EXILE 『道』
- 童子-Tfeat.青山テルマ　『約束の日』

### 雑誌
- FINEBOYS
- steady.
- Street Jack
- CanCam
- BestGear

### ショー
- 東京コレクション「garconshinois」
- 渋谷ガールズコレクション